# Docteur Jekyll et les Femmes
Pour plus de détails, voir Fiche technique et Distribution.
Docteur Jekyll et les Femmes est un film d'horreur franco-allemand écrit et réalisé par Walerian Borowczyk, sorti en 1981.
Pour l’écriture du scénario, Borowczyk s’est inspiré du roman court L'Étrange Cas du docteur Jekyll et de mister Hyde, publié par Robert Louis Stevenson en 1886.

## Synopsis
À Londres, le docteur Jekyll célèbre chez lui ses fiançailles avec son épouse Fanny, sa famille et leurs amis de la haute société. La soirée tourne vite au cauchemar. Une jeune fille a été agressée dans une des ruelles de la ville. L'une de leurs convives est à son tour violée et tuée dans la chambre où elle s'est retirée. Un pervers sexuel s'est immiscé dans la demeure du médecin, a été aperçu par des invités et continue d’assassiner et violer...

## Fiche technique
Sauf indication contraire, les informations mentionnées dans cette section peuvent être confirmées par la base de données cinématographiques IMDb,  présente dans la section « Liens externes ».
- Titre : Docteur Jekyll et les Femmes
- Réalisation : Walerian Borowczyk
- Scénario : Walerian Borowczyk, d'après L'Étrange Cas du docteur Jekyll et de mister Hyde de Robert Louis Stevenson
- Costumes : Piet Bolscher
- Son : Gérard Barra, Alex Pront
- Photographie : Noël Véry
- Musique : Bernard Parmegiani
- Montage : Kadisha Bariha
- Production : Jean-Pierre Labrande, Ralph Baum, Robert Kuperberg
- Société de distribution : UGC
- Pays de production :  France,  Allemagne de l'Ouest
- Langues : français, allemand
- Format : couleurs - 1,66:1 - son mono - 16 mm
- Genre : fantastique, horreur
- Durée : 92 minutes
- Dates de sortie : 
  - France : 17 juin 1981
- Film interdit aux moins de 16 ans

## Distribution
- Udo Kier : le docteur Henry Jekyll
- Marina Pierro : Fanny Osbourne
- Patrick Magee : le général Carew
- Gérard Zalcberg : Mr Edward Hyde
- Howard Vernon : le docteur Lanyon
- Clément Harari : le révérend
- Jean Mylonas : Mr Utterson
- Eugene Braun Munk : Mr Enfield
- Jean Mylonas : Mr Utterson
- Louis Colla : Mr Maw
- Catherine Coste : Mrs Enfield
- Rita Maiden : Lady Osbourne, la mère de Fanny
- Agnès Daems : Charlotte Carew, la fille du général
- Magali Noaro : Victoria Enfield, la jeune danseuse
- Gisèle Préville : la mère de Jekyll

## Production
Borowsczyk voulait appeler son film Le Cas étrange du docteur Jekyll et de miss Osbourne mais son distributeur UGC a insisté pour qu'il sorte au cinéma sous le titre Docteur Jekyll et les Femmes. Il n'a jamais été commercialement distribué aux États-Unis et a été à l'affiche en Angleterre seulement une semaine.  

## Distinctions
Le cinéaste a remporté le prix du Meilleur réalisateur lors du Festival international du film de Catalogne en 1981.